# Parerenna emilyae
Parerenna emilyae är en nässeldjursart som beskrevs av Grace Odel Pugh 200. Parerenna emilyae ingår i släktet Parerenna och familjen Erennidae. Inga underarter finns listade i Catalogue of Life.